# Bình Hòa, Giồng Trôm
Bình Hòa là một xã thuộc huyện Giồng Trôm, tỉnh Bến Tre, Việt Nam.
Xã Bình Hòa có diện tích 15,49 km², dân số năm 1999 là 9.362 người, mật độ dân số đạt 604 người/km².